# Относительное отверстие
Относительное отверстие объектива — оптическая мера светопропускания объектива. Различают геометрическое и эффективное относительные отверстия. Геометрическим отверстием считается отношение диаметра входного зрачка объектива к его заднему фокусному расстоянию. Эффективное относительное отверстие всегда меньше, чем геометрическое, поскольку учитывает потери света при его прохождении через стекло и рассеянии на границах с воздухом и деталях оправы.

## Расчёт относительного отверстия
Геометрическое относительное отверстие {\displaystyle N} выражают в виде дроби: 
{\displaystyle N={D \over f'}},
где {\displaystyle D} обозначает диаметр входного зрачка, а {\displaystyle f'} — заднее фокусное расстояние. Относительное отверстие принято обозначать соотношением двух чисел, написанных через двоеточие. При этом первое число всегда принимается за единицу, например 1:5,6. В современной литературе более широкое распространение получило обозначение относительного отверстия в виде дроби с числителем f, например f/5,6. Для зеркально-линзовых объективов площадь входного зрачка рассчитывается по более сложному закону, поскольку его центральная часть экранирована. В этом случае диафрагма может иметь форму не круга, а кольца, и для нахождения диаметра входного зрачка необходимо реальный входной зрачок (кольцо) заменить при расчёте кругом эквивалентной площади. Диаметр найденного круга и будет являться искомым диаметром входного зрачка для применения в дальнейших расчётах. 
Квадрат относительного отверстия называется светосилой и определяет соотношение яркости объекта и освещённости его изображения в фокальной плоскости.
Эффективное относительное отверстие вычисляется с учётом коэффициента светопропускания {\displaystyle \tau } оптической системы, учитывающего общую толщину стекла и количество границ воздух/стекло. 
Коэффициент, снижающий прозрачность объектива, определяется по формуле:
{\displaystyle \tau =(1-P)^{n}\cdot (1-\alpha )^{m}},
где {\displaystyle P} — доля света, теряемая при отражении одной поверхностью раздела сред;
{\displaystyle n} — число поверхностей раздела воздух/стекло;
{\displaystyle \alpha } — удельное поглощение света в 1 сантиметре стекла;
{\displaystyle m} — суммарная толщина линз объектива в сантиметрах.
Для объективов без просветления {\displaystyle \tau } не превышает 0,65. Объективы с просветлением теряют не более 10% света при его прохождении и рассеянии. 
Приведённые способы расчёта геометрического и эффективного относительного отверстия справедливы только при фокусировке объектива на «бесконечность». Для конечных дистанций знаменатель дроби увеличивается из-за выдвижения объектива, приводя к уменьшению относительного отверстия. Эффект особенно заметен при макросъёмке, когда сопряжённое фокусное расстояние может превосходить расчётное в два и более раз. В этом случае пренебрегать изменением относительного отверстия недопустимо и требуются поправки при расчёте экспозиции.

## Диафрагменное число
Если принять диаметр входного зрачка равным единице, геометрическое относительное отверстие может быть выражено следующим образом:
{\displaystyle N={D \over f'}={1 \over k}}.
В этом случае знаменатель относительного отверстия {\displaystyle k} называют диафрагменное число или «число диафрагмы». Диафрагменное число вычисляется как отношение фокусного расстояния объектива к диаметру его входного зрачка и обозначается цифрой. 
Диафрагменное число является величиной, обратной относительному отверстию. 
{\displaystyle k={f' \over D}={1 \over N}}.
Этот параметр наиболее удобен для разметки шкал диафрагмы, поскольку не содержит дробей. 
Регулировочная шкала ирисовой диафрагмы киносъёмочных объективов и фотообъективов многих типов градуируется в диафрагменных числах эффективного относительного отверстия, учитывающих потери света при его прохождении через стекло. 
Каждое деление такой шкалы соответствует изменению светосилы в два раза, а относительного отверстия — в {\displaystyle {\sqrt {2}}\approx 1,41} раз. Исключение могут составлять самые малые значения диафрагменного числа, соответствующие оптическим возможностям объектива и не укладывающиеся в стандартный ряд. Такое строение шкалы диафрагменных чисел позволяет при повороте кольца на одно деление менять экспозицию точно на одну экспозиционную ступень.
На современных фотообъективах с электронным управлением такая шкала (как и кольцо регулировки диафрагмы) может отсутствовать, в таком случае установка диафрагмы производится органами управления фотоаппарата и передается через байонет объектива. В современных объективах байонет является не только механическим, но и электронным интерфейсом, осуществляя соединения микропроцессоров объектива и камеры с помощью электрических контактов.
Шкала диафрагменных чисел современных цифровых фотоаппаратов имеет промежуточные значения, соответствующие 1/2 или 1/3 экспозиционной ступени (часто пользователь может настроить шаг изменения диафрагмы органами управления или через систему меню современной цифровой камеры). Ниже приводится шкала для изменения диафрагмы с шагом 1/3 экспозиционной ступени:
| 1.0 | 1.1 | 1.2 | 1.4 | 1.6 | 1.8 | 2 | 2.2 | 2.5 | 2.8 | 3.2 | 3.5 | 4 | 4.5 | 5.0 | 5.6 | 6.3 | 7.1 | 8 | 9 | 10 | 11 | 13 | 14 | 16 | 18 | 20 | 22 | 25 | 29 | 32 |

Известны объективы, относительное отверстие которых регулируется бесступенчато, в этом случае диафрагменное число может принимать любые дробные значения. При автоматическом управлении экспозицией в режимах приоритета выдержки или программном чаще всего диафрагма регулируется бесступенчато.